# Соболев, Лев Иосифович
Лев Ио́сифович Со́болев (род. 10 августа 1946, Тула) — российский филолог, литературный критик, литературовед. Заслуженный учитель Российской Федерации.

## Биография
Родился в 1946 году в Туле. Отец — Иосиф Шевелевич (Савельевич) Соболев (1907—1999), рабочий БМЗ; мать — Вера Иосифовна Соболева (1912—1983), фармацевт, уроженцы Смоленска.
Лев Соболев закончил русское отделение филологического факультета МГУ в 1970 году (дипломную работу писал по роману Ф.М. Достоевского «Бесы»). Основная сфера научного интереса — русская литература второй половины XIX века. Имеет более 70 научных работ и публикаций. Дебютная публикация относится к 1977 году.
Преподает русский язык и литературу в ГБОУ Школа № 67 с 1976 года.
Автор (наряду с Евгенией Абелюк) цикла передач «Экология литературы» (ТК «Культура», 2002-2003) о писателях и литературоведах XX-XXI вв.
Был женат на поэтессе и переводчице Надежде Соболевой (в девичестве Сидельцевой, 1946—2019). 
Двое детей: филолог Александр Соболев и журналистка Мур Соболева.

## Избранная библиография
- «А. С. Пушкин. Избранные сочинения» Москва. Художественная литература» (1990) - Составление, вступительная статья, примечания и подбор иллюстраций.
- Собрание сочинений. К шестидесятилетию Льва Иосифовича Соболева (2006) — сборник статей.
- Путеводитель по книге Л. Н. Толстого «Война и мир». Учебное пособие. (в двух томах) (2012)
- Leo Philologiae. Фестшрифт в честь Льва Иосифовича Соболева (2016) — сборник статей.
- Н. С. Лесков в воспоминаниях современников (2018) (под редакцией А. Рейтблата)